# Cabatuan
Cabatuan (Bayan ng Cabatuan) är en kommun i Filippinerna. Kommunen ligger på ön Panay, och tillhör provinsen Iloilo. Folkmängden uppgår till 45 935 invånare.

## Barangayer
Cabatuan är indelat i 68 barangayer.
| - Acao - Amerang - Amurao - Anuang - Ayaman - Ayong - Bacan - Balabag - Baluyan - Banguit - Bulay - Cadoldolan - Cagban - Calawagan - Calayo - Duyanduyan - Gaub - Gines Interior - Gines Patag - Guibuangan Tigbauan - Inabasan - Inaca - Inaladan | - Ingas - Ito Norte - Ito Sur - Janipaan Central - Janipaan Este - Janipaan Oeste - Janipaan Olo - Jelicuon Lusaya - Jelicuon Montinola - Lag-an - Leong - Lutac - Manguna - Maraguit - Morubuan - Pacatin - Pagotpot - Pamul-Ogan - Pamuringao Proper - Pamuringao Garrido - Zone I Pob. (Barangay 1) - Zone X Pob. (Barangay 10) - Zone XI Pob. (Barangay 11) | - Zone II Pob. (Barangay 2) - Zone III Pob. (Barangay 3) - Zone IV Pob. (Barangay 4) - Zone V Pob. (Barangay 5) - Zone VI Pob. (Barangay 6) - Zone VII Pob. (Barangay 7) - Zone VIII Pob. (Barangay 8) - Zone IX Pob. (Barangay 9) - Pungtod - Puyas - Salacay - Sulanga - Tabucan - Tacdangan - Talanghauan - Tigbauan Road - Tinio-an - Tiring - Tupol Central - Tupol Este - Tupol Oeste - Tuy-an |